# Municipio de Marion (Minnesota)
El municipio de Marion (en inglés: Marion Township) es un municipio ubicado en el condado de Olmsted en el estado estadounidense de Minnesota. En el año 2010 tenía una población de 3653 habitantes y una densidad poblacional de 47,82 personas por km².El 1 de enero de 2008,fue anexado Rochester, trayendo a la población de Rochester a más de 100.000.

## Geografía
El municipio de Marion se encuentra ubicado en las coordenadas 43°58′24″N 92°22′13″O / 43.97333, -92.37028. Según la Oficina del Censo de los Estados Unidos, el municipio tiene una superficie total de 76.4 km², de la cual 76,4 km² corresponden a tierra firme y (0 %) 0 km² es agua.

## Demografía
Según el censo de 2010, había 3653 personas residiendo en el municipio de Marion. La densidad de población era de 47,82 hab./km². De los 3653 habitantes, el municipio de Marion estaba compuesto por el 96,99 % blancos, el 0,57 % eran afroamericanos, el 0,08 % eran amerindios, el 1,01 % eran asiáticos, el 0,44 % eran de otras razas y el 0,9 % eran de una mezcla de razas. Del total de la población el 1,26 % eran hispanos o latinos de cualquier raza.